# Alexis Comnène (gouverneur de Dyrrachium)
Pour les articles homonymes, voir Alexis Comnène (homonymie).
Alexis Comnène (en grec : Ἀλέξιος Κομνηνός; vers 1077 – après 1108) est le neveu de l’empereur Alexis Ier Comnène. Ayant rang de sebastos  en raison de son appartenance à la famille impérial et jouissant de la pleine confiance de l’empereur, il est nommé doux (commandant militaire) de la ville de Dyrrachium de 1106 jusqu’à une date inconnue après 1108. Au cours de cette période Il organise avec succès la résistance lors du siège de la ville par Bohémond prince de Tarente et d’Antioche, siège qui devait se terminer par le Traité de Dévol (ou de Déabolis).  

## Contexte historique
Lorsqu’Alexis Comnène fut acclamé empereur par l’armée en 1081, l’Empire byzantin était en proie à une guerre civile pendant laquelle plusieurs généraux de l’armée s’étaient soulevé contre l’éphémère dynastie des Doukas. Les structures administratives qu’avait mises en place la dynastie macédonienne étaient ruinées alors que les menaces extérieures  (Normands sur la frontière occidentale, Petchenègues au nord-est et Seldjoukides sur la frontière orientale) avaient entrainé d’importantes pertes territoriales menaçant l’existence même de l’Empire. Ne faisant plus confiance aux structures existantes, Alexis s’entourera pour gouverner des membres de sa famille : Anne Dalassène, sa mère, Irène Doukaina, son épouse, Marie d’Alanie, sa maitresse, Isaac Comnène, son frère, et ses deux fils, Jean Comnène qui sera doux de Dyrrachium et Alexis qui lui succédera, ainsi que Jean Bryenne l’époux de sa fille Anne Comnène.
Dans ce contexte, la ville de Dyrrachium et sa province revêtaient une grande importance pour l'empire. Principal point d'entrée pour le commerce et pour les envahisseurs en provenance d'Italie, sa situation permettait de surveiller les actions des Slaves de l'ouest des Balkans, notamment des Serbes en quête d’autonomie. C’est pourquoi on y nommait comme doux ou gouverneurs militaires, des généraux de carrière dont certains comme Nicéphore Bryenne et Nicéphore Basilakios, se serviront de ce poste comme d'un tremplin pour leurs ambitions impériales à la fin des années 1070,. L'empereur réussit à maitriser leurs révoltes (Basiliakos en 1078 et Bryenne l’année suivante). Toutefois, Robert Guiscard, qui s’était emparé de Bari dernière possession byzantine en Italie, mit le siège en juin 1081 devant la ville. L’empereur Alexis, qui venait tout juste d’être couronné, quitta précipitamment Constantinople pour aller reprendre la ville. L’affrontement devait se produire le 18 octobre, les Normands sortant vainqueurs de la bataille et conquérant la ville en février 1082.
Les Normands occuperont la ville jusqu'en 1084.  Après avoir reconquis la ville, Alexis Ier Comnène confiera le poste de gouverneur à son neveu Jean Comnène.

## Biographie

### Jeunes années
Né vers 1077, Alexis Comnène était le deuxième fils et le troisième enfant du sébastocrate Isaac Comnène, frère ainé de l’empereur byzantin Alexis Ier Comnène (r. 1081-1118) et de son épouse, Irène,. En tant que membre de la famille impériale, il portait le titre de sébaste. Vers 1094 il épousa une certaine Zoé dont les antécédents familiaux sont inconnus ,.

### Carrière
Nous ne connaissons que la seule période de sa carrière décrite dans  l’Alexiade, biographie de l’empereur Alexis Ier Comnène écrite par sa cousine, Anne Comnène. Il y apparait au printemps 1106, alors qu’il est nommé par l’empereur doux de Dyrrachium en remplacement de son frère ainé, Jean, qui vient d’être défait par les Dalmates.
On ignore tout de sa carrière jusqu’à l’obtention de ce poste, mais il est vraisemblable, vu le système de gouvernement institué par Alexis Ier, qu’il ait occupé diverses fonctions administratives importantes tout comme son frère Jean qui avait obtenu son premier poste à l’âge de dix-neuf ans. En 1094, cde dernier avait dû se rendre à Philippopolis où était stationné l’empereur pour expliquer sa défaite aux mains des Serbes qui ravageaient la région de Dyrrachium. Il y avait été accusé de complot contre l'empereur, provoquant une crise entre l’empereur et son frère Isaac dont Jean était le fils. Finalement, Alexis avait rejeté les accusations portées contre Jean et avait confirmé celui-ci à son poste de gouverneur, peut-être pour éviter que l’incident ne dégénère en une querelle familiale ouverte avec Isaac,.
Devant l’imminence d’une nouvelle attaque normande d’une part et vu la confiance ébranlée de l’empereur à l’endroit de Jean, le fait que ce dernier confie à Alexis la responsabilité de défendre Dyrrachium à la fois contre les Normands et contre les Serbes montre la confiance qu’Alexis Ier accordait à celui-ci.Dans de nombreuses lettres, il lui donna instructions de faire vigilance et de l’avertir au moindre signe d’une nouvelle invasion normande. Alexis s’acquitta de sa tâche avec diligence, envoyant de nombreux courriers à l’empereur ce qui permit à celui-ci de prévenir Pise, Gêne et Venise des manœuvres de Bohémond,.
Effectivement, en octobre 1107 Bohémond de Tarente débarquait avec une puissante armée à Valona. Conformément aux instructions qui lui avaient été données, Alexis en informa l’empereur. De là, Bohémond se dirigea vers Dyrrachium dont il commença le siège en novembre 1107, siège qui devait durer jusqu’au printemps suivant. Les Normands employèrent diverses machines de siège mais les défendeurs tinrent bon, utilisant le feu grégeois pour tenir les assaillants à distance. Lorsqu’il apprit la nouvelle, l’empereur quitta immédiatement Constantinople pour se diriger vers Dyrrachium en passant par Thessalonique. En cours de route, il renforça les citadelles et nomma Isaac Contostephanos, amiral de la flotte et lui enjoignit de se hâter vers Dyrrachium, le menaçant d’être aveuglé s’il ne parvenait pas en Illyrie avant Bohémond; en même temps, il multiplia les lettres à l’intention d’Alexis pour l’encourager à défendre la ville.
Le siège durant plus longtemps que prévu, la situation des assiégeants se dégrada, l’empereur ayant envoyé des détachements occuper les divers cols avoisinant la cité  pour empêcher les assaillants de piller la région à la recherche d’approvisionnement. De Thessalonique l’empereur se dirigea avec son armée vers Devol (ou Déabolis,  forteresse byzantine d’Albanie), attendant l’occasion favorable pour faire face à Bohémond. La famine, la maladie et les désertions commençant à affaiblir sérieusement son armée, ce dernier envoya des messagers au gouverneur Alexis pour négocier,. Conformément aux instructions reçues, Alexis envoya ces messagers avec sauf-conduit au camp de l’empereur. Les négociations qui s’ensuivirent entre l’empereur et les envoyés de Bohémond permirent d’aboutir au traité de Devol, lequel (quoique non mis en œuvre) devait faire de la principauté d'Antioche, dont Bohémond était également le prince,  un État vassal de l'Empire byzantin,.
Les sources sont muettes sur ce qu’il advint d’Alexis Comnène par la suite; on ignore même la date de sa mort. Selon Théodore Balsamon, patriarche d’Antioche en exil au XIIe siècle, son épouse tomba gravement malade peu après 1130, Balsamon rapportant les vaines tentatives de charlatans pour la guérir de sa maladie. Le couple aurait eu un enfant, appelé Jean lequel, d’après un poème funèbre, aurait fait une brillante carrière militaire.